# Call Me If You Get Lost
Call Me If You Get Lost (englisch etwa für „Ruf mich an, wenn du verloren gehst“) ist das sechste Studioalbum des US-amerikanischen Rappers Tyler, the Creator. Es erschien am 25. Juni 2021 über die Labels Columbia Records und Sony Music.

## Produktion
Das gesamte Album wurde von Tyler, the Creator selbst produziert. Beim Song Rise! erhielt er Unterstützung von dem Musikproduzenten Jamie xx, während Jay Versace an der Produktion des Stücks Safari mitwirkte.

## Gastbeiträge
Auf neun der 16 Lieder des Albums treten neben Tyler, the Creator weitere Künstler in Erscheinung. So sind die Rapper YoungBoy Never Broke Again und Ty Dolla Sign auf WusYaName zu hören, während DJ Drama einen Gastauftritt im Song Sir Baudelaire hat. Sweet / I Thought You Wanted to Dance ist eine Kollaboration mit dem Sänger Brent Faiyaz und Fana Hues. Die Band Daisy World ist auf Rise! vertreten, und bei RunItUp wird Tyler, the Creator von Teezo Touchdown unterstützt. Zudem ist der Rapper Lil Wayne auf Hot Wind Blows vertreten, während Tyler, the Creator auf Manifesto mit Domo Genesis zusammenarbeitet. Weitere Gastbeiträge stammen von Lil Uzi Vert und Pharrell Williams, die auf Juggernaut zu hören sind. Außerdem ist der Rapper 42 Dugg am Song Lemonhead beteiligt.

## Titelliste
| #  | Titel                                 | Gastmusiker                               | Produzenten                     | Länge |
| -- | ------------------------------------- | ----------------------------------------- | ------------------------------- | ----- |
| 1  | Sir Baudelaire                        | DJ Drama                                  | Tyler, the Creator              | 1:28  |
| 2  | Corso                                 |                                           | Tyler, the Creator              | 2:26  |
| 3  | Lemonhead                             | 42 Dugg                                   | Tyler, the Creator              | 2:10  |
| 4  | WusYaName                             | YoungBoy Never Broke Again, Ty Dolla Sign | Tyler, the Creator              | 2:01  |
| 5  | Lumberjack                            |                                           | Tyler, the Creator              | 2:18  |
| 6  | Hot Wind Blows                        | Lil Wayne                                 | Tyler, the Creator              | 2:35  |
| 7  | Massa                                 |                                           | Tyler, the Creator              | 3:43  |
| 8  | RunItUp                               | Teezo Touchdown                           | Tyler, the Creator              | 3:49  |
| 9  | Manifesto                             | Domo Genesis                              | Tyler, the Creator              | 2:55  |
| 10 | Sweet / I Thought You Wanted to Dance | Brent Faiyaz, Fana Hues                   | Tyler, the Creator              | 9:48  |
| 11 | Momma Talk                            |                                           | Tyler, the Creator              | 1:10  |
| 12 | Rise!                                 | Daisy World                               | Tyler, the Creator, Jamie xx    | 3:23  |
| 13 | Blessed                               |                                           | Tyler, the Creator              | 0:57  |
| 14 | Juggernaut                            | Lil Uzi Vert, Pharrell Williams           | Tyler, the Creator              | 2:26  |
| 15 | Wilshire                              |                                           | Tyler, the Creator              | 8:35  |
| 16 | Safari                                |                                           | Tyler, the Creator, Jay Versace | 2:57  |

CD-Version:
| #  | Titel    | Gastmusiker | Produzenten        | Länge |
| -- | -------- | ----------- | ------------------ | ----- |
| 16 | Fishtail |             | Tyler, the Creator | 3:25  |

## Rezeption

### Kritiken
Call Me If You Get Lost wurde von professionellen Kritikern überwiegend sehr positiv bewertet. Die Seite Metacritic errechnete aus 20 Bewertungen englischsprachiger Medien einen Schnitt von 88 %.
Yannik Gölz von laut.de bewertete Call Me If You Get Lost mit vier von fünf Punkten. Das Album strotze „vor Kreativität, Feingefühl und Liebe“ und biete „für viele Hördurchgänge Dinge zu entdecken.“ Es stelle „eine Synthese des kruden Humors und der absurden Sprachbilder“ aus den vorherigen Alben des Rappers dar.

### Auszeichnungen bei Musikpreisen
Call Me If You Get Lost wurde bei den Grammy Awards 2022 in der Kategorie Best Rap Album ausgezeichnet, was Tyler, the Creator auch schon mit seinem Vorgängeralbum Igor gelang. In den Vereinigten Staaten erhielt das Album für mehr als 500.000 verkaufte Exemplare im Jahr 2022 eine Goldene Schallplatte.

## Kommerzieller Erfolg

### Chartplatzierungen und Singles
Call Me If You Get Lost stieg am 2. Juli 2021 auf Platz 18 in die deutschen Albumcharts ein und belegte in der folgenden Woche Rang 87, bevor es die Top 100 verließ. Am 29. April 2022 erreichte es nach Veröffentlichung auf Schallplatte die Charts erneut auf Platz zehn. In den Vereinigten Staaten belegte es die Chartspitze. Ebenfalls die Top 10 erreichte das Album unter anderem in Australien, Neuseeland, Dänemark, im Vereinigten Königreich, in der Schweiz, den Niederlanden, Norwegen, Österreich, Finnland, Belgien und Schweden.
| ChartsChartplatzierungen       | Höchstplatzierung | Wochen |
| ------------------------------ | ----------------- | ------ |
| Deutschland (GfK)              | 10 (6 Wo.)        | 6      |
| Österreich (Ö3)                | 6 (4 Wo.)         | 4      |
| Schweiz (IFPI)                 | 4 (5 Wo.)         | 5      |
| Vereinigte Staaten (Billboard) | 1 (145 Wo.)       | 145    |
| Vereinigtes Königreich (OCC)   | 4 (10 Wo.)        | 10     |

| ChartsJahrescharts (2021)      | Platzierung |
| ------------------------------ | ----------- |
| Vereinigte Staaten (Billboard) | 111         |

| ChartsJahrescharts (2022)      | Platzierung |
| ------------------------------ | ----------- |
| Vereinigte Staaten (Billboard) | 112         |

| ChartsJahrescharts (2023)      | Platzierung |
| ------------------------------ | ----------- |
| Vereinigte Staaten (Billboard) | 57          |

Als erste Single erschien am 16. Juni 2021 der Song Lumberjack, der Platz 45 in den Vereinigten Staaten erreichte. Die zweite Auskopplung WusYaName wurde am 22. Juni 2021 veröffentlicht und belegte Rang 14 der US-Charts. Zudem stiegen nach Albumveröffentlichung zahlreiche Songs in die US-amerikanischen Charts ein.

### Auszeichnungen für Musikverkäufe
| Land/Region                  | Auszeichnungen für Musikverkäufe (Land/Region, Auszeichnung, Verkäufe) | Verkäufe  |
| ---------------------------- | ---------------------------------------------------------------------- | --------- |
| Dänemark (IFPI)              | Gold                                                                   | 10.000    |
| Frankreich (SNEP)            | Gold                                                                   | 50.000    |
| Kanada (MC)                  | Gold                                                                   | 40.000    |
| Neuseeland (RMNZ)            | Platin                                                                 | 15.000    |
| Norwegen (IFPI)              | Gold                                                                   | 10.000    |
| Polen (ZPAV)                 | Gold                                                                   | 10.000    |
| Vereinigte Staaten (RIAA)    | Platin                                                                 | 1.000.000 |
| Vereinigtes Königreich (BPI) | Gold                                                                   | 100.000   |
| Insgesamt                    | 7× Gold · 2× Platin ·                                                  | 1.235.000 |

Hauptartikel: Tyler, the Creator/Auszeichnungen für Musikverkäufe